# Łuhowe (obwód żytomierski)
Łuhowe (ukr. Лугове) – osiedle na Ukrainie, w obwodzie żytomierskim, w rejonie olewskim, nad Uborcią. W 2001 roku liczyło 38 mieszkańców.